# Lobelia hederacea
Lobelia hederacea är en klockväxtart som beskrevs av Adelbert von Chamisso. Lobelia hederacea ingår i släktet lobelior, och familjen klockväxter. Inga underarter finns listade i Catalogue of Life.